# Volvo B12-600 Drögmöller
A Volvo B12-600 Drögmöller egy emelt komfortfokozatú távolsági autóbusztípus, amelyet a Volvo és a Drögmöller-Karosserien GmbH gyártott 1995 és 2001 között. A típus a Drögmöller E330H "EuroComet" utódtípusa volt.
A jármű a többi Drögmöller gyártmányú autóbuszhoz hasonlóan megőrizte egyedi jellemvonását, a hátrafelé 2 és fél fokban emelkedő utastéri padlózatot.

## Műszaki jellemzői
- Hosszúság: 12000 mm
- Szélesség: 2550 mm
- Magasság: 3630 mm
- Tengelytáv: 5850 mm
- Önsúly: 12000 kg
- Összsúly: 18000 kg
- Motor: Volvo D12A 420 vízhűtéses, hathengeres, soros dízelmotor
- Teljesítmény: 309 kW (420 lóerő)
- Erőátvitel: Volvo G8 EGS  8+1 fokozatú elektropneumatikus mechanikus váltó
- Fékek: ABS/ASR és TC kivitelű kétkörös légfék, közvetlenül a hátsó kerekekre ható, rugós terhelésű levegő működéses kézifék +  VOITH retarder
- Rugózás: légrugók
- Hűtés/fűtés: Integrált légkondicionáló rendszer, 2 párologtatóval, WEBASTO fűtőrendszer.
- Ülések: KIEL Comfort, könyöklőre szerelt asztalkákkal, RECARO típusú komfort légrugós vezetőülés.
- Egyéb szolgáltatások: Beépített konyhaegység, műszerfalba épített hűtő (54 l), WC

## Magyarországi előfordulása
Magyarországon a közlekedési társaságok közül a Volánbusz veszprémi (korábban ÉNYKK Zrt.), salgótarjáni (korábban KMKK Zrt.) és szegedi (korábban DAKK Zrt.) igazgatósága üzemeltet ilyen típusú autóbuszokat, illetve magánfuvarozóknál is előfordulnak régebbi kivitelű típusok.